# 西振老仮乗降場
西振老仮乗降場（にしふらおいかりじょうこうじょう）は、北海道天塩郡天塩町字下サロベツにあった日本国有鉄道羽幌線の仮乗降場（局設定）。1970年（昭和45年）9月7日に利用者僅少により廃駅となった。

## 歴史
- 1956年（昭和31年）5月1日 - 開設[1]。
- 1970年（昭和45年）9月7日 - 廃駅[1]。

## 駅構造
単式ホーム1面1線。無人駅。

## 駅周辺
- 国道232号（天売国道/日本海オロロンライン）
- 天塩川
- 沿岸バス 豊富留萌線 西振老停留所からは約700m北に離れた位置にある。

## 駅跡
かつては乗降場と整備される前の旧国道との間に数軒の家があったが、現在は国道を挟んだ内陸側に認められるだけで、乗降場跡や付近は無人の荒れ地になっている。

## 参考図書
- 国土地理院 1971年10月30日発行 2万5千分の1地形図 「振老」（1969年測量）

## 隣の駅
日本国有鉄道
羽幌線
北川口駅 - 西振老仮乗降場 -  振老駅